# Claude M. Kicklighter
Claude Milton »Mick« Kicklighter Sr., ameriški general, * 22. avgust 1933, Glennville, Georgija, ZDA.

## Odlikovanja in nagrade
Leta 1995 je prejel srebrni častni znak svobode Republike Slovenije z naslednjo utemeljitvijo: »za zasluge v dobro slovenskemu narodu ob 50 letnici zmage nad nacifašizmom ter za krepitev prijateljstva med ZDA in Republiko Slovenijo«.